# Phallusia obesa
Phallusia obesa är en sjöpungsart som först beskrevs av William Abbott Herdman 1880.  Phallusia obesa ingår i släktet Phallusia och familjen Ascidiidae. Inga underarter finns listade i Catalogue of Life.